# Alain Touraine
Alain Touraine (Hermanville-sur-Mer, 3 agosto 1925 – Parigi, 9 giugno 2023) è stato un sociologo francese, direttore di ricerca all'École des Hautes Études en Sciences Sociales di Parigi.
Tra i massimi esponenti della sociologia contemporanea, si occupò in particolare di ricerche nel campo della sociologia industriale e dell'analisi politica, di teoria dell'azione e dei movimenti sociali successivi a quello operaio, in particolare il movimento studentesco del maggio 68 in Francia e il movimento sindacale Solidarnosc nella Polonia comunista.
Conosciuto per aver coniato il termine "società post-industriale", Il suo lavoro si basò sulla "sociologia dell'azione".

## Biografia
Alain Touraine proveniva da una famiglia benestante, figlio di un medico con la passione per la letteratura.. Dopo un periodo al Lycée Louis-le-Grand di Parigi, entrò all'École Normale Supérieure nel 1945. Due anni dopo, cercando di sfuggire al mondo chiuso dell'École Normale, partì per un viaggio di studio in Ungheria per preparare il centenario delle rivoluzioni del 1848 esplorando questo paese e le fattorie, in pieno periodo di riforma agraria. Dopo aver attraversato la Jugoslavia, si stabilì a Valenciennes, nella zona mineraria del Nord-Pas-de-Calais, per sperimentare la vita del minatore (1947-1948). Questo impegno segnerà il suo lavoro e lo orienterà verso una riflessione sull'industria, sul lavoro e sulla coscienza operaia.
La lettura del libro The Human Problems of Industrial Machinery (1946) di Georges Friedmann e l'incontro con l'autore lo convinsero a completare i suoi studi. Tornò all'École Normale Supérieure completando gli studi nel 1950. Lo stesso anno Friedmann lo portò al Centro Nazionale per la Ricerca Scientifica (CNRS), dove entrò a far parte del Centro di Studi Sociologici, diretto da Friedmann e Georges Gurvitch.
Ottenne una borsa di studio dalla Rockefeller Foundation per un periodo all'Università di Harvard nel 1952; lì si confrontò con Talcott Parsons e ampliò la sua conoscenza della sociologia. Nel 1953 frequentò l'Università di Chicago.  Nel 1956 si recò in Cile, dove 
fondò il Centro di ricerca di Sociologia del Lavoro all'Università del Cile e conobbe Adriana Arenas, che sposerà lo stesso anno. Il suo attaccamento al Sud America gli fornirà materiale per diversi progetti di ricerca. Nel 1958 lasciò il CNRS per l'École des Hautes Etudes en Sciences Sociales. L'anno seguente partecipò alla fondazione della rivista Sociologie du travail.
Nel 1964, ottenne presso la Facoltà di Lettere e Scienze Umane dell'Università di Parigi il dottorato in lettere, discutendo una tesi intitolata "Sociologia dell'azione".  Il lavoro fu in gran parte incentrato sui grandi stabilimenti Renault.
Nominato nel 1967 consigliere tecnico del ministro dell'Istruzione Alain Peyrefitte, suo ex compagno di classe all'École Normale Supérieure, assunse l'anno successivo, all'età di 43 anni, la direzione del dipartimento di sociologia dell'Università di Nanterre, subentrandoad  Henri Lefebvre, ex comunista che aveva convinto Alain Touraine nel febbraio 1967 a difendersi con lui quando furono minacciati a Strasburgo.

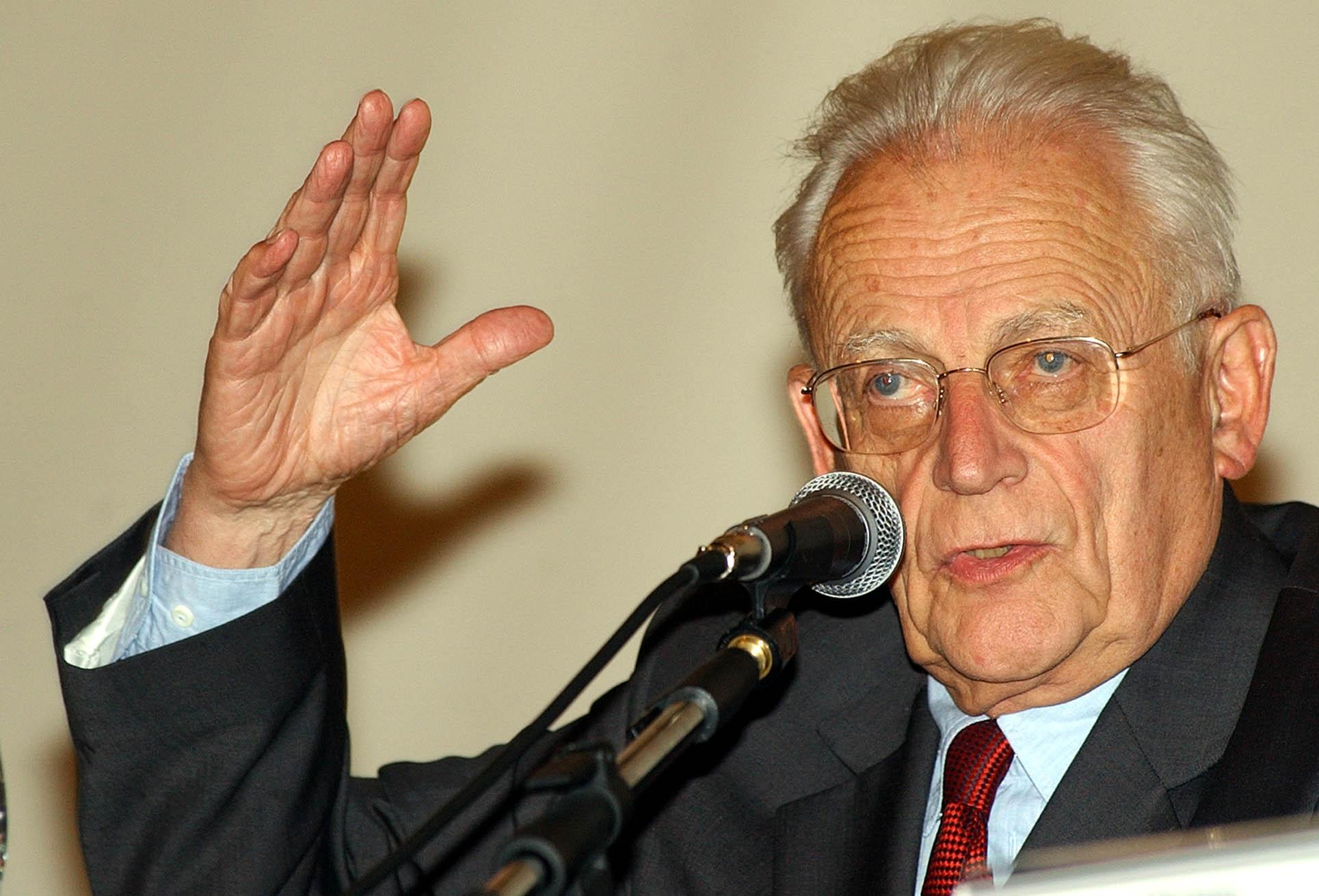
Alain Toraine nel 2004

Sostenitore dell'abolizione degli esami, fece votare una mozione degli insegnanti contro l'espulsione di Daniel Cohn-Bendit, al quale poi Peyrefitte chiese di allestire barricate in piena notte per negoziare con il rettore la cessazione di manifestazioni, già rifiutate in diretta su RTL da Alain Geismar e Jacques Sauvageot.  Svelata da Europe1, la "mediazione Touraine" fallì, Peyrefitte negoziò anche con James Marangé (Fédération de l'Éducation nationale - FEN) e Jean Daubard (Syndicat national des instituteurs - SNI)  un incontro due giorni dopo, con l'UNEF e il SNESup, aggiornato quando Georges Pompidou si arrese al suo ritorno e offrì a Cohn-Bendit un "dibattito televisivo inedito", sperando di screditarlo.
Nel 1973 pubblicò uno dei suoi capolavori, Production of Society. Pochi anni dopo, iniziò il lavoro sui movimenti sociali e creò le strutture per il suo metodo di intervento sociologico.
Già nel 1978 il suo libro La Voix et le Regard tentò una sintesi della sociologia dei movimenti studenteschi, regionalisti e femministi, secondo lui ormai più importanti dell'operaismo socialista e si chiese se "il tempo delle lotte sociali, dei rapporti di classe, movimenti sociali” non fosse ormai superato.  Nel 1981 si recò in Polonia per studiare da vicino il movimento sindacale Solidarność e nel 1988 pubblicò "La Parola e il Sangue", un'analisi generale, politica e sociale del continente sudamericano lungo mezzo secolo.
Nel 2002 fu candidato all'Accademia di Francia.
Alain Touraine morì la notte del 9 giugno 2023 a Parigi all'età di 97 anni..

## Vita privata
Sposato dal 1956 con Adriana Arenas, ebbe due figli: Marisol, ministro degli affari sociali e della salute dal 2012 al 2017 nei governi socialisti di Jean-Marc Ayrault poi di Manuel Valls, e Philippe, professore di endocrinologia al CHU de la Pitié-Salpetriere.

## Opere
- Evoluzione del lavoro operaio nelle officine Renault, 1955
- Sociologia dell'azione, 1965
- La coscienza operaia, 1966
- Il movimento del maggio e il comunismo utopico, 1968
- La société post-industrielle, 1969
- Production de la société, 1973
- La Voix et le Regard, 1978
- Solidarnosc, Analisi di un movimento sociale (Solidarité), 1982
- Le retour de l'acteur, 1984
- Critique de la modernité, 1992
- Qu'est-ce que la démocratie?, 1994
- Pourrons-nous vivre ensemble? Égaux et différents, 1997
- Eguaglianza e diversità, I nuovi compiti della democrazia, Laterza, 1997
- Il mondo è delle donne, 2000
- La globalizzazione e la fine del sociale. Per comprendere il mondo contemporaneo, 2008
- Dopo la crisi. Una nuova società possibile, 2012
- Noi, soggetti umani. Diritti e nuovi movimenti nell'epoca postsociale, 2017